# Sant Martí de Rialb
Sant Martí de Rialb (antigament Sant Martí de Taravau o Sant Martí del Puig) és un nucli disseminat al nord de l'extens municipi noguerenc de la Baronia de Rialb, al Segre Mitjà. Aquesta antiga parròquia i el seu terme s'estenen per la contrada més allunyada del Segre, entre el Roc de Benavent i les muntanyes de Gavarra, on el riu Alb passa entaforat sota el mas de les Cots i la Roca Blanca. L'església de Sant Martí s'assenta damunt un planell d'uns quaranta metres sobre el Rialb. És l'extrem nord-oest del terme que limita amb el d'Isona i el d'Abella de la Conca.

## Història
Durant els primers temps, tant Sant Martí com Sant Cristòfol eren considerats de la vall de Taravall; el document de 1092 dona la notícia del lloc de Santa Eulàlia i del castell de Taravall; posteriorment l'administració municipal, tota aquesta contrada la posa sota l'epígraf de Sant Martí, encara que als darrers temps en l'aspecte eclesiàstic era la sufragània del Puig de Rialb.
Probablement, com s'insinua en els llistats de les dècimes dels segles xiii i xiv, tota la zona del Cerdanyès i del Puig formaven un gran terme parroquial; era anomenada el Rialb Sobirà, com ho feren després els fogatges; dins aquest territori la parròquia més cèntrica és la de Sant Martí.
Segurament que en temps del bisbe Capella (1588-1606) aquesta església passà a ser sufragània de Sant Andreu del Puig. Les poques construccions que han deixat rastre de la seva existència i les poques adaptacions que ha tingut aquest temple, ens fa pensar que després dels temps medievals no hi hagué molta activitat cultural en aquest lloc.

## Llocs d'interès
- Castell de Tarabau.
- Esglésies romàniques de Sant Martí del Puig o de Taravall, Santa Maria de Mas d'Olivelles, Sant Sebastià de Cerdanyès, Sant Salvador de Cerdanyès, Santa Anna de Fabregada, Sant Ponç de Martimà i Sant Salvador de Masbarrat.
- Masia Massanés; típica masia catalana avui convertida en restaurant i residència-casa de pagès (RCP).
- Mirador de la vall del Rialb Sobirà des de les Barraques.
- L'agulla encantada a l'indret de les Cots.
- Engorjat en el riu Rialb conegut amb el nom de Forat de Bulí.